# Stary Sinin
Stary Sinin (biał. Стары Сінін; ros. Старый Синин) – wieś na Białorusi, w obwodzie mohylewskim, w rejonie mohylewskim, w sielsowiecie Wiendaraż, nad Arlanką.
Do 1917 położony był w Rosji, w guberni mohylewskiej, w powiecie mohylewskim. Następnie w granicach Związku Sowieckiego. Od 1991 w niepodległej Białorusi.